# Laure Pequégnot
Laure Pequégnot (Échirolles, 30 september 1975) is een Franse voormalige alpineskiester.

## Palmares

### Olympische winterspelen
- Salt Lake City (2002)
  - Zilveren medaille in de slalom

### Wereldkampioenschap
- Bormio (2005)
  - Bronzen medaille met het nationale team (Frankrijk)